# Liste des aires protégées d'Oman
Voici une liste des aires protégées du Sultanat d'Oman, avec leur date de création et leur localisation :
- 1994 : Sanctuaire de l'oryx arabe (Al Wusta)
- 1996 : Réserve de tortues de Ras al Jinz (Ash Sharqiyah)
- 1997 : Daymaniyat Island Reserve (Al Batinah)
- 1997 : Saleel Nature Reserve (Ash Sharqiyah)
- 1997 : Samhan Reserve (Dhofar, Djebel Samhan)
- 1997 : Khawr Qurom Sageir (Dhofar, Salalah)
- 1997 : Khawr Baleed Reserve (Dhofar, Salalah)
- 1997 : Khawr Dahareez Reserve (Dhofar, Salalah)
- 1997 : Khawr Sawli Reserve (Dhofar, Mirbat)
- 1997 : Khawr Taqah Reserve (Dhofar, Taqah)
- 1997 : Khawr Rawri Reserve (Dhofar, Mirbat, Taqah)
- 1997 : Khawr Awqad Reserve (Dhofar, Salalah)

## Source
- (en) Protected areas (Environment Society of Oman) - Consulté le 26 février 2011.